# Nati nel 1968/Ottobre
| Questa pagina contiene informazioni ricavate automaticamente dalle voci biografiche con l'ausilio del template Bio e di un bot. L'aggiornamento è periodico e automatico e ricostruisce completamente la pagina. Se manca una persona in questa lista, sei pregato di non aggiungerla, ma accertati piuttosto che la sua voce biografica contenga il template Bio e che i dati anagrafici siano correttamente compilati. Se il template Bio manca, inseriscilo tu stesso o, in alternativa, metti l'avviso {{tmp\|Bio}} che ne segnala la mancanza. Se i dati riportati sono sbagliati, correggi direttamente la voce biografica; le modifiche saranno visibili in questa lista entro pochi giorni. Per chiarimenti vedi il progetto biografie. La lista contiene solo le 316 persone che sono citate nell'enciclopedia e per le quali è stato implementato correttamente il template Bio. Pagina aggiornata al 18 ago 2025. |

- 1º ottobre - Michael Brandt, sceneggiatore, regista e montatore statunitense
- 1º ottobre - Sandra Burn, ex sciatrice alpina svizzera
- 1º ottobre - Anuţa Cătună, ex maratoneta rumena
- 1º ottobre - Paolo Dondarini, ex arbitro di calcio italiano
- 1º ottobre - Brett Duval, ex giocatore di calcio a 5 australiano
- 1º ottobre - Stefano Frassetto, fumettista e illustratore italiano
- 1º ottobre - Paul Furlong, allenatore di calcio e ex calciatore inglese
- 1º ottobre - Phil de Glanville, rugbista a 15 britannico
- 1º ottobre - Erik Hochstein, ex nuotatore tedesco
- 1º ottobre - Cammy MacGregor, ex tennista statunitense
- 1º ottobre - Jay Underwood, attore, doppiatore e religioso statunitense
- 1º ottobre - Rob Wilson, ex cestista canadese
- 2 ottobre - Andreas Brignoli, ex cestista e allenatore di pallacanestro italiano
- 2 ottobre - Lucy Cohu, attrice britannica
- 2 ottobre - Curtiss Cook, attore statunitense
- 2 ottobre - Mark Crear, ex ostacolista statunitense
- 2 ottobre - Roger A. Fratter, regista e sceneggiatore italiano
- 2 ottobre - Cristina Golotta, attrice italiana
- 2 ottobre - Donald Goss, ex nuotatore canadese
- 2 ottobre - Phil Gray, ex calciatore nordirlandese
- 2 ottobre - Stefano Intini, fumettista italiano
- 2 ottobre - Kjetil Knutsen, allenatore di calcio norvegese
- 2 ottobre - Lorenc Leskaj, ex calciatore albanese
- 2 ottobre - Range Murata, illustratore e designer giapponese
- 2 ottobre - Jana Novotná, tennista ceca († 2017)
- 2 ottobre - Stefano Rusconi, ex cestista e allenatore di pallacanestro italiano
- 2 ottobre - Joey Slotnick, attore e doppiatore statunitense
- 2 ottobre - Kelly Willis, cantautrice statunitense
- 3 ottobre - Nadia Calviño, economista e politica spagnola
- 3 ottobre - Elisabetta Ferracini, conduttrice televisiva italiana
- 3 ottobre - Greg Foster, ex cestista e allenatore di pallacanestro statunitense
- 3 ottobre - Helmut Gabriel, ex calciatore tedesco
- 3 ottobre - Craig Goldman, politico statunitense
- 3 ottobre - Gary Owers, allenatore di calcio e ex calciatore inglese
- 3 ottobre - Marko Rajamäki, allenatore di calcio e ex calciatore finlandese
- 3 ottobre - Ruth Roberta de Souza, cestista brasiliana († 2021)
- 3 ottobre - Giorgia Seren Gay, attrice teatrale e doppiatrice italiana († 2019)
- 3 ottobre - Peter Terrin, scrittore belga
- 3 ottobre - Janeene Vickers, ex ostacolista statunitense
- 3 ottobre - Nik Zupančič, allenatore di hockey su ghiaccio e ex hockeista su ghiaccio sloveno
- 3 ottobre - Karien van Gennip, politica olandese
- 4 ottobre - Beverley Allitt, serial killer britannica
- 4 ottobre - Danilo Baltierra, ex calciatore uruguaiano
- 4 ottobre - Rachid El Basir, ex mezzofondista marocchino
- 4 ottobre - Thompson Oliha, calciatore nigeriano († 2013)
- 4 ottobre - Vəli Qasımov, allenatore di calcio e ex calciatore azero
- 4 ottobre - Alberto Vianini, ex cestista italiano
- 4 ottobre - Dirk Serries, compositore belga
- 5 ottobre - Juli Ashton, ex attrice pornografica statunitense
- 5 ottobre - Fabián Estay, ex calciatore cileno
- 5 ottobre - Xavier Gravelaine, dirigente sportivo, allenatore di calcio e ex calciatore francese
- 5 ottobre - Guo Wengui, imprenditore cinese
- 5 ottobre - John Jeffers, calciatore inglese († 2021)
- 5 ottobre - Stefano Marini, ex calciatore italiano
- 5 ottobre - Curt Miller, allenatore di pallacanestro e dirigente sportivo statunitense
- 5 ottobre - Nana, rapper e disc jockey tedesco
- 5 ottobre - Christiane Noll, attrice, cantante e doppiatrice statunitense
- 5 ottobre - Giacomo Papi, scrittore e giornalista italiano
- 5 ottobre - Giovanni Pisano, allenatore di calcio e ex calciatore italiano
- 5 ottobre - Luis Quiñónez, ex calciatore colombiano
- 6 ottobre - Dominique A, cantautore e chitarrista francese
- 6 ottobre - Renan Bilek, attore, musicista e scrittore turco
- 6 ottobre - Tom Brislin, tastierista, cantante e pianista statunitense
- 6 ottobre - Bjarne Goldbæk, procuratore sportivo e ex calciatore danese
- 6 ottobre - Safet Hadžić, allenatore di calcio e ex calciatore sloveno
- 6 ottobre - Reggie Hanson, ex cestista, allenatore di pallacanestro e dirigente sportivo statunitense
- 6 ottobre - Peter McNeeley, ex pugile statunitense
- 6 ottobre - Hugo Pérez, ex calciatore argentino
- 7 ottobre - Luminița Anghel, cantante rumena
- 7 ottobre - Randall Bartz, ex pattinatore di short track statunitense
- 7 ottobre - Pippa Funnell, cavallerizza britannica
- 7 ottobre - Jiang Jin, ex calciatore cinese
- 7 ottobre - José Luis Jiménez, ex calciatore venezuelano
- 7 ottobre - Shannon Kleibrink, giocatrice di curling canadese
- 7 ottobre - Gregory Kohs, imprenditore statunitense
- 7 ottobre - Vera Kolesnikova, ex ginnasta sovietica
- 7 ottobre - Rachel Kushner, scrittrice statunitense
- 7 ottobre - Rich McCormick, politico statunitense
- 7 ottobre - Rosario Pergolizzi, allenatore di calcio e ex calciatore italiano
- 7 ottobre - Javier Peña, attore spagnolo
- 7 ottobre - Leeroy Thornhill, tastierista, disc jockey e ballerino britannico
- 7 ottobre - Thom Yorke, cantautore, polistrumentista e compositore britannico
- 8 ottobre - Faisal Al-Dosari, calciatore bahreinita († 2021)
- 8 ottobre - Piluca Alonso, ex cestista spagnola
- 8 ottobre - Ali Benarbia, ex calciatore algerino
- 8 ottobre - Zvonimir Boban, dirigente sportivo e ex calciatore croato
- 8 ottobre - Curtis Fleming, ex calciatore e allenatore di calcio irlandese
- 8 ottobre - Chima Okorie, ex calciatore nigeriano
- 8 ottobre - Emily Procter, attrice statunitense
- 8 ottobre - Samir Ələkbərov, allenatore di calcio e ex calciatore azero
- 9 ottobre - Jesmond Cardona, ex calciatore maltese
- 9 ottobre - Troy Davis, assassino statunitense († 2011)
- 9 ottobre - Michele De Giorgi, pallavolista italiano
- 9 ottobre - Pete Docter, regista, sceneggiatore e animatore statunitense
- 9 ottobre - René Hannemann, ex bobbista tedesco
- 9 ottobre - Deon Hemmings, ex ostacolista e velocista giamaicana
- 9 ottobre - José Manuel Rodríguez Uribes, giurista e politico spagnolo
- 9 ottobre - Luminita Zaituc, ex maratoneta rumena
- 10 ottobre - Bart Brentjens, ex mountain biker olandese
- 10 ottobre - Scott Donie, ex tuffatore statunitense
- 10 ottobre - Laurent Duhamel, arbitro di calcio francese
- 10 ottobre - Todd Hanson, scrittore e doppiatore statunitense
- 10 ottobre - Filipp Jankovskij, attore e regista russo
- 10 ottobre - Vladimir Jelčić, ex pallamanista e allenatore di pallamano croato
- 10 ottobre - Francesco Mancini, calciatore e allenatore di calcio italiano († 2012)
- 10 ottobre - Lorenzo Montersoli, giornalista e conduttore televisivo italiano
- 10 ottobre - Ernest Mtawali, allenatore di calcio e ex calciatore malawiano
- 10 ottobre - Chris Ofili, pittore e scultore britannico
- 10 ottobre - Marinos Ouzounidīs, allenatore di calcio e ex calciatore greco
- 10 ottobre - Jorge Luiz da Costa Pimentel, ex giocatore di calcio a 5 brasiliano
- 10 ottobre - Leonardo Sierra, ex ciclista su strada venezuelano
- 10 ottobre - Jurij Usakovs'kyj, ex giocatore di calcio a 5 ucraino
- 10 ottobre - Serhij Usakovs'kyj, ex giocatore di calcio a 5 ucraino
- 11 ottobre - Max Croci, regista italiano († 2018)
- 11 ottobre - José Antonio Fortea, scrittore e presbitero spagnolo
- 11 ottobre - Giovanna Gianera, ex sciatrice alpina italiana
- 11 ottobre - Cynthia Johnston, ex cestista canadese
- 11 ottobre - Jane Krakowski, attrice e doppiatrice statunitense
- 11 ottobre - Brett Morgen, regista statunitense
- 11 ottobre - George Ratliff, regista, produttore cinematografico e scenografo statunitense
- 11 ottobre - Guillermo Rivarola, allenatore di calcio e ex calciatore argentino
- 11 ottobre - Halla Tómasdóttir, manager e politica islandese
- 11 ottobre - Johnny Villarroel, ex calciatore boliviano
- 11 ottobre - Ali Yerlikaya, politico e funzionario turco
- 12 ottobre - Silvio Camilleri, ex calciatore maltese
- 12 ottobre - Carsten Embach, ex bobbista tedesco
- 12 ottobre - Hugh Jackman, attore australiano
- 12 ottobre - Adam Rich, attore statunitense († 2023)
- 12 ottobre - Francis Songo, ex calciatore malawiano
- 12 ottobre - Matthew Walker, attore e regista televisivo statunitense
- 12 ottobre - Xie Yuxin, ex calciatore cinese
- 12 ottobre - Hirofumi Yoshida, direttore d'orchestra giapponese
- 12 ottobre - Sophie von Kessel, attrice tedesca
- 13 ottobre - Kay Bluhm, ex canoista tedesco
- 13 ottobre - Tisha Campbell-Martin, attrice, cantante e comica statunitense
- 13 ottobre - Irina Chudoroškina, ex pesista russa
- 13 ottobre - Alex Ferns, attore scozzese
- 13 ottobre - Maurizio Ganz, allenatore di calcio e ex calciatore italiano
- 13 ottobre - Laith Hussein, ex calciatore iracheno
- 13 ottobre - Aleksandr Kovalëv, allenatore di pallacanestro russo
- 13 ottobre - Carlos Marín, cantante spagnolo († 2021)
- 14 ottobre - Robert C. Cooper, sceneggiatore, produttore cinematografico e regista canadese
- 14 ottobre - Enzo Cursio, attivista e giornalista italiano
- 14 ottobre - Federica Foghetti, ex pentatleta italiana
- 14 ottobre - Richard Hart, ex giocatore di curling canadese
- 14 ottobre - Matthew Le Tissier, ex calciatore e conduttore televisivo inglese
- 14 ottobre - Hilaire Onwanlélé, ex altista gabonese
- 14 ottobre - Dwayne Schintzius, cestista statunitense († 2012)
- 14 ottobre - Gabriela Șchiopu, ex cestista rumena
- 14 ottobre - David Solé, ex cestista spagnolo
- 14 ottobre - Dirk von Zitzewitz, ex pilota motociclistico e copilota di rally tedesco
- 15 ottobre - An Han-bong, ex lottatore sudcoreano
- 15 ottobre - Didier Deschamps, allenatore di calcio e ex calciatore francese
- 15 ottobre - Jack Du Brul, scrittore statunitense
- 15 ottobre - Matteo Garrone, regista, sceneggiatore e produttore cinematografico italiano
- 15 ottobre - Roberto Gleria, ex nuotatore italiano
- 15 ottobre - Kenneth C. Griffin, imprenditore statunitense
- 15 ottobre - Vanessa Marcil, attrice statunitense
- 15 ottobre - Rosa Martirano, cantante italiana
- 15 ottobre - Aleksandrs Stradiņš, ex calciatore lettone
- 16 ottobre - Randall Batinkoff, attore statunitense
- 16 ottobre - Kassoum Diarra, musicista burkinabé
- 16 ottobre - Alfredo Esposito, ex giocatore di calcio a 5 italiano
- 16 ottobre - Jean-Philippe Gatien, tennistavolista francese
- 16 ottobre - Jennifer Haigh, scrittrice statunitense
- 16 ottobre - Dritan Hoxha, imprenditore albanese († 2008)
- 16 ottobre - Francesco Libetta, pianista, compositore e direttore d'orchestra italiano
- 16 ottobre - Wajdi Mouawad, drammaturgo, regista teatrale e attore teatrale libanese
- 16 ottobre - Laura Paolucci, produttrice cinematografica e sceneggiatrice italiana
- 16 ottobre - Irene Scalzo, doppiatrice italiana
- 16 ottobre - John Shaw, scacchista scozzese
- 16 ottobre - Todd Stashwick, attore statunitense
- 16 ottobre - Elsa Zylberstein, attrice francese
- 16 ottobre - Pietro di Borbone-Due Sicilie, principe spagnolo
- 17 ottobre - Alejandra Ávalos, cantautrice e attrice messicana
- 17 ottobre - Marcu Biancarelli, scrittore francese
- 17 ottobre - Rodolfo Cardoso, allenatore di calcio e ex calciatore argentino
- 17 ottobre - Linda Godby, ex cestista statunitense
- 17 ottobre - Jason Hewett, ex rugbista a 15, allenatore di rugby a 15 e imprenditore neozelandese
- 17 ottobre - Graeme Le Saux, ex calciatore inglese
- 17 ottobre - Ziggy Marley, cantante e chitarrista giamaicano
- 17 ottobre - Matthias Matschke, attore tedesco
- 17 ottobre - David Robertson, allenatore di calcio e ex calciatore scozzese
- 17 ottobre - Jan Sopko, ex calciatore ceco
- 17 ottobre - Luc Terlinden, arcivescovo cattolico belga
- 17 ottobre - William, ex calciatore brasiliano
- 18 ottobre - Lisa Chappell, attrice e cantante neozelandese
- 18 ottobre - Detlev Dammeier, allenatore di calcio, ex calciatore e dirigente sportivo tedesco
- 18 ottobre - Ryan Dancey, autore di giochi e imprenditore statunitense
- 18 ottobre - Ertuğrul Erdoğan, allenatore di pallacanestro turco
- 18 ottobre - Liao Ming-Hsiung, ex giocatore di baseball taiwanese
- 18 ottobre - Luca Manca, cantante e musicista italiano
- 18 ottobre - Naoto Ōtake, ex calciatore giapponese
- 18 ottobre - Denis Putnik, ex calciatore croato
- 18 ottobre - Michael Stich, ex tennista tedesco
- 18 ottobre - Marcel Witeczek, ex calciatore tedesco
- 19 ottobre - Óscar Cortés, ex calciatore colombiano
- 19 ottobre - Gianni Crepaldi, ex siepista e ex maratoneta italiano
- 19 ottobre - Blake Harper, ex attore pornografico canadese
- 19 ottobre - Tamer Ismail, ex calciatore e ex giocatore di calcio a 5 egiziano
- 19 ottobre - Herbert Kickl, politico austriaco
- 19 ottobre - Carlo Marino, politico italiano
- 19 ottobre - Ricardo Mendiguren, ex calciatore spagnolo
- 19 ottobre - Vasile Miriuță, allenatore di calcio e ex calciatore rumeno
- 19 ottobre - Laura Pavel, scrittrice, saggista e critica letteraria rumena
- 19 ottobre - Yayan Ruhian, artista marziale e attore indonesiano
- 20 ottobre - Jonathan Akpoborie, ex calciatore nigeriano
- 20 ottobre - Clemer, allenatore di calcio e ex calciatore brasiliano
- 20 ottobre - Yelda Kodalli, soprano turco
- 20 ottobre - Roberto Vannacci, generale e politico italiano
- 20 ottobre - Amy White, ex nuotatrice statunitense
- 21 ottobre - Cody Chesnutt, cantante statunitense
- 21 ottobre - Fabio Guardigli, ex sciatore alpino sammarinese
- 21 ottobre - Lee Kang-sheng, attore, regista e sceneggiatore taiwanese
- 21 ottobre - Chinedu Obi, ex calciatore e ex giocatore di calcio a 5 nigeriano
- 21 ottobre - Giovanni Ricciardi, violoncellista italiano
- 21 ottobre - Sebastian Rudolph, attore tedesco
- 21 ottobre - Fiorenza Tessari, attrice italiana
- 22 ottobre - Virginijus Baltušnikas, ex calciatore lituano
- 22 ottobre - Shaggy, cantante e rapper giamaicano
- 22 ottobre - Jay Johnston, attore e comico statunitense
- 22 ottobre - Andrej Kobelev, ex calciatore e allenatore di calcio russo
- 22 ottobre - Shelby Lynne, cantante statunitense
- 22 ottobre - Daniela Panetta, cantante, compositrice e arrangiatrice italiana
- 22 ottobre - Rayvon, cantante barbadiano
- 22 ottobre - Héctor Rodríguez Peña, ex calciatore uruguaiano
- 23 ottobre - Gesine Cukrowski, attrice tedesca
- 23 ottobre - Bettina Fulco, ex tennista argentina
- 23 ottobre - Lucie Laroche, ex sciatrice alpina canadese
- 23 ottobre - Jerry Mastrodomenico, attore italiano
- 23 ottobre - Walter Palmer, ex cestista statunitense
- 23 ottobre - Nihad Pejković, ex calciatore bosniaco
- 23 ottobre - Claudio Rinaldi, giornalista italiano
- 23 ottobre - Alexander Schmidt, allenatore di calcio tedesco
- 23 ottobre - Markus Schmidt, ex slittinista austriaco
- 23 ottobre - Reinaldo Vicente Simão, ex calciatore brasiliano
- 24 ottobre - Giovanni Bia, procuratore sportivo e ex calciatore italiano
- 24 ottobre - Francesco Calzona, allenatore di calcio italiano
- 24 ottobre - Luca Campedelli, imprenditore e dirigente sportivo italiano
- 24 ottobre - Francisco Clavet, allenatore di tennis e ex tennista spagnolo
- 24 ottobre - Osmar Donizete Cândido, ex calciatore brasiliano
- 24 ottobre - Tommy O'Haver, regista e sceneggiatore statunitense
- 24 ottobre - Marco Varrone, illustratore e animatore italiano
- 25 ottobre - Fawaz Al-Hasawi, imprenditore kuwaitiano
- 25 ottobre - David Burrows, ex calciatore inglese
- 25 ottobre - Marco Damilano, giornalista, saggista e conduttore televisivo italiano
- 25 ottobre - Doris Fitschen, calciatrice tedesca († 2025)
- 25 ottobre - David McCormack, cantautore, compositore e doppiatore australiano
- 25 ottobre - Christopher McQuarrie, sceneggiatore, regista e produttore cinematografico statunitense
- 25 ottobre - Serhij Čujčenko, ex calciatore ucraino
- 26 ottobre - Mauro Airez, ex calciatore argentino
- 26 ottobre - Nico-Jan Hoogma, dirigente sportivo e ex calciatore olandese
- 26 ottobre - Robert Jarni, allenatore di calcio, ex giocatore di calcio a 5 e ex calciatore jugoslavo
- 26 ottobre - Predrag Jokanović, ex calciatore e allenatore di calcio serbo
- 26 ottobre - Orietta Mancia, ex mezzofondista italiana
- 26 ottobre - Javier Pértile, ex rugbista a 15 argentino
- 26 ottobre - Jon Åge Tyldum, ex biatleta norvegese
- 26 ottobre - Josip Vranković, ex cestista e allenatore di pallacanestro croato
- 27 ottobre - Francesco Artibani, fumettista e sceneggiatore italiano
- 27 ottobre - Bertrand Damaisin, ex judoka francese
- 27 ottobre - Paul Darden, giocatore di poker e imprenditore statunitense
- 27 ottobre - Ainhoa Ibarra, ex sciatrice alpina spagnola
- 27 ottobre - Marcus Liberty, ex cestista statunitense
- 27 ottobre - Dīmītrīs Priftīs, allenatore di pallacanestro greco
- 27 ottobre - Vinny Samways, ex calciatore inglese
- 28 ottobre - Caitlin Cary, cantante e violinista statunitense
- 28 ottobre - Carles Cuadrat, allenatore di calcio spagnolo
- 28 ottobre - Stefano Cusin, allenatore di calcio e ex calciatore italiano
- 28 ottobre - Ibrahima Diomandé, ex calciatore ivoriano
- 28 ottobre - Andrés Guibert, ex cestista cubano
- 28 ottobre - Glenn Helder, ex calciatore olandese
- 28 ottobre - Juan Orlando Hernández, politico honduregno
- 28 ottobre - Stephen Hunter, attore e artista neozelandese
- 28 ottobre - Aleksandr Koreškov, ex hockeista su ghiaccio kazako
- 28 ottobre - Paul Lake, ex calciatore inglese
- 28 ottobre - Marc Lièvremont, ex rugbista a 15 e allenatore di rugby a 15 francese
- 28 ottobre - Shawna Molcak, ex cestista canadese
- 28 ottobre - Michail Nestruev, tiratore a segno russo
- 28 ottobre - Rosanna Rocci, cantante svizzera
- 28 ottobre - Guido Rubino, giornalista, fotografo e scrittore italiano
- 28 ottobre - François Simon, ex ciclista su strada e ciclocrossista francese
- 28 ottobre - Odd-Karl Stangnes, allenatore di calcio e ex calciatore norvegese
- 28 ottobre - Uwe Tellkamp, scrittore e medico tedesco
- 28 ottobre - Stan Thomas, ex giocatore di football americano statunitense
- 28 ottobre - Michel Vonk, allenatore di calcio e ex calciatore olandese
- 29 ottobre - Sean Albertson, montatore e produttore cinematografico statunitense
- 29 ottobre - Kenneth Brokenburr, ex velocista statunitense
- 29 ottobre - Enzo Salvatore Brusca, mafioso e collaboratore di giustizia italiano
- 29 ottobre - Kazuki Kaneshiro, scrittore e sceneggiatore giapponese
- 29 ottobre - Johann Olav Koss, ex pattinatore di velocità su ghiaccio norvegese
- 29 ottobre - Grayson McCouch, attore statunitense
- 29 ottobre - Tsunku, produttore discografico, compositore e cantautore giapponese
- 29 ottobre - Peter Wynhoff, allenatore di calcio e ex calciatore tedesco
- 29 ottobre - Nenei, ex calciatore brasiliano
- 30 ottobre - Dean Chynoweth, allenatore di hockey su ghiaccio, dirigente sportivo e ex hockeista su ghiaccio canadese
- 30 ottobre - Emmanuelle Claret, biatleta francese († 2013)
- 30 ottobre - Laurent Daignault, ex pattinatore di short track canadese
- 30 ottobre - Murphy Jensen, ex tennista statunitense
- 30 ottobre - Allan Kamwanga, ex calciatore zambiano
- 30 ottobre - Goran Milanko, ex calciatore croato
- 30 ottobre - Hugues Miorin, ex rugbista a 15, allenatore di rugby a 15 e dirigente d'azienda francese
- 30 ottobre - Francesco Mutti, imprenditore italiano
- 30 ottobre - Jack Plotnick, attore, sceneggiatore e regista statunitense
- 30 ottobre - Ken Stringfellow, cantante e chitarrista statunitense
- 30 ottobre - David Zitelli, allenatore di calcio e ex calciatore francese
- 31 ottobre - Marco Anelli, fotografo italiano
- 31 ottobre - María Carámbula, attrice uruguaiana
- 31 ottobre - Per-Olov Danielsson, ex pentatleta svedese
- 31 ottobre - Antonio Davis, ex cestista statunitense
- 31 ottobre - Walter De Raffaele, allenatore di pallacanestro e ex cestista italiano
- 31 ottobre - Roger Feutmba, ex calciatore camerunese
- 31 ottobre - John Mealey, dirigente sportivo e ex sciatore alpino canadese
- 31 ottobre - Sverre Melby, allenatore di sci alpino e ex sciatore alpino norvegese
- 31 ottobre - Réginald Ray, allenatore di calcio e ex calciatore francese
- 31 ottobre - Viktor Rossi, politico svizzero
- 31 ottobre - Giovanna Troldi, ex ciclista su strada e pistard italiana